# 19818 Шотвел
19818 Шотвел (19818 Shotwell) — астероїд головного поясу, відкритий 24 вересня 2000 року.
Тіссеранів параметр щодо Юпітера — 3,513.